# Миннелли, Винсент
Винсент Миннелли (англ. Vincente Minnelli; 28 февраля 1903 — 25 июля 1986) — американский режиссёр театра и кино. Известен по постановкам мюзиклов, ставших классикой жанра («Встреть меня в Сент-Луисе», «Американец в Париже», «Театральный фургон», «Жижи»). Отец Лайзы Миннелли.

## Биография
Рождён и крещён как Лестер Энтони Миннелли (Lester Anthony Minnelli). С детских лет выступал в труппе «Братья Миннелли» вместе с родителями. С 1929 года работал фотографом, затем в театре помощником режиссёра и художником. Ставил балеты и мюзиклы. В кино с 1937 года. Миннелли наиболее известен по своим музыкальным фильмам и кинокомедиям с участием звёзд американской эстрады и экрана — Джуди Гарленд, Фреда Астера, Джина Келли, Ширли Маклейн, Лайзы Миннелли.
Удостоился премий «Оскар» и «Золотой глобус» за фильм «Жижи» в 1959 году.
С 1945 по 1951 год он был женат на суперзвезде Джуди Гарленд, которая родила ему дочь Лайзу.

## Фильмография
- 1943 — Хижина в небе / Cabin in the Sky
- 1943 — Я это продудел / I Dood It
- 1944 — Райское тело / The Heavenly Body
- 1944 — Встреть меня в Сент-Луисе / Meet Me in St. Louis
- 1945 — Часы / The Clock
- 1945 — Иоланта и вор / Yolanda and the Thief
- 1946 — Безумства Зигфелда / Ziegfeld Follies
- 1946 — Когда рассеиваются тучи / Till the Clouds Roll By
- 1946 — Подводное течение / Undercurrent
- 1948 — Пират / The Pirat
- 1949 — Подкуп / The Bribe
- 1949 — Мадам Бовари / Madame Bovary
- 1950 — Отец невесты / Father of the Bride
- 1951 — Маленькая прибыль отца / Father’s Little Dividend
- 1951 — Американец в Париже / An American in Paris
- 1952 — Злые и красивые / The Bad and the Beautiful
- 1953 — Театральный фургон / The Band Wagon
- 1953 — Три истории любви / The Story of Three Loves
- 1954 — Длинный, длинный трейлер / The Long, Long Trailer
- 1954 — Бригадун / Brigadoon
- 1955 — Неразбериха / The Cobweb
- 1955 — Кисмет / Kismet
- 1956 — Жажда жизни / Lust for Life
- 1956 — Чай и симпатия / Tea and Sympathy
- 1957 — Создавая женщину / Designing Woman
- 1957 — Седьмой грех / The Seventh Sin
- 1958 — Жижи / Gigi
- 1958 — Дебютантка поневоле / The Reluctant Debutante
- 1958 — И некоторые подбежали к нему / Some Came Running
- 1960 — С холма — домой / Home from the Hill
- 1960 — Прекрасные юные каннибалы / All the Fine Young Cannibals
- 1960 — Колокола звонят / Bells Are Ringing
- 1962 — Четыре всадника Апокалипсиса / Four Horsemen of the Apocalypse
- 1962 — Две недели в другом городе / Two Weeks in Another Town
- 1963 — Ухаживание отца Эдди / The Courtship of Eddie’s Father
- 1964 — Прощай, Чарли / Goodbye Charlie
- 1965 — Кулик / The Sandpiper
- 1970 — В ясный день увидишь вечность / On a Clear Day You Can See Forever
- 1976 — Дело времени / A Matter of Time

## Награды
«Оскар»
- 1959 — лучший режиссёр («Жижи»)

Номинации на «Оскар»
- 1952 — лучший режиссёр («Американец в Париже»)